# Mount Eissinger
Mount Eissinger är ett berg i Antarktis. Det ligger i Västantarktis. Argentina, Chile och Storbritannien gör anspråk på området. Toppen på Mount Eissinger är 500 meter över havet.
Terrängen runt Mount Eissinger är huvudsakligen lite kuperad. Trakten är obefolkad. Det finns inga samhällen i närheten.